# Танки дальнего действия
Танки дальнего действия — элемент боевого порядка стрелковых дивизий Красной Армии 30-х годов XX века, включавший в себя подразделения броневой и танковой техники, предназначенной для прорыва в глубину обороны противника во взаимодействии с частями пехоты.
Для его обозначения в официальном документообороте использовалось наименование «группа танков дальнего действия», которая, как правило, комплектовалась тяжёлыми машинами и действовала в составе первого эшелона группы танковой поддержки стрелковых частей.
Формирование таких групп предусматривалось господствующей в Красной Армии теорией глубокой операции и глубокого боя, однако к концу 30-х годов выделение групп танков дальнего действия было признано нецелесообразным.

## Состав
Организация групп танков дальнего действия формальным образом впервые была описана в Полевом уставе РККА 1929 года и конкретизирована во Временном полевом уставе РККА 1936 года.
Группа танков дальнего действия составлялась из танковых или механизированных бригад (полков или даже отдельных батальонов), которые придавались для усиления стрелковым дивизиям. В те времена предполагалось, что для успешного прорыва очаговой обороны противника достаточно выставить 20 — 30 танков на один километр фронта; для реализации прорыва позиционной обороны предполагалось плотность танковой группировки довести до 40 — 50 машин на километр.

## Назначение по взглядам современников
Их главной задачей былo взламывание оборонительных линий на всю их тактическую глубину (15—20 км), уничтожение основных сил артиллерии врага, нанесение удара по его штабам, разгром оперативных и тактических резервов, нарушение коммуникаций и путей отхода, противодействие бронетанковым частям и т. п.
Советский военный теоретик М. Тухачевский полагал, что задействование танковых частей в роли танков дальнего действия имеет смысл в тех ситуациях, когда боевое построение противника не позволяет реализовать обход его флангов и не оставляет иного выбора кроме фронтального удара в глубину. Во время нанесения такого удара танки дальнего действия должны пересечь линию фронта и перерезать возможные пути отхода врага, причём этот прорыв предполагалось осуществлять при поддержке подвижного заградительного артиллерийского огня и «пехотного десанта на бронетранспортёрах». По его мнению, такой подход к задаче преодоления эшелонированной обороны являлся ключевым отличием полевых уставов Красной Армии 1936-го и 1939-го годов. Сравнивая их со служебными инструкциями французского полевого устава, маршал Тухачевский провёл аналогию между отечественным понятием «танки дальнего действия» и французским термином «танки общего манёвра». Советский генерал А. Радзиевский, описывая военные взгляды в СССР 30-х годов XX века на применение танков дальнего действия также подчёркивал ключевую роль глубокого прорыва танков дальнего действия для уничтожения резервов противника и поражения его сил на всю глубину боевого построения.
Германский военачальник Г. Гудериан в своей книге «Внимание, танки!» указал, что роль танков дальнего действия в советских войсках возложена на «кристи-русский» (Т-34), который является «быстроходной», «весьма хорошо спроектированной и испытанной» машиной. Проведя анализ организации советских бронетанковых войск, он обратил внимание на сложную иерархию боевых задач и разветвлённую структуру разнообразных специализированных машин различных типов, которая помимо танков дальнего действия включала танки дальней поддержки пехоты и танки непосредственной поддержки пехоты. По его мнению, это не могло не привести к ряду определённых неудобств, связанных с эксплуатацией в боевых условиях большого количества разнородной техники.

## Способы применения и боевой опыт
В соответствии с советскими военными инструкциями для ударных группировок танков дальнего действия назначались:
- выжидательный район — в глубине 10—15 км от переднего края обороны для предварительного сосредоточения за несколько часов до наступления,
- исходная позиция — в глубине 1—3 км от переднего края, выдвижение на которую осуществлялось во время артиллерийской подготовки атаки,
- промежуточный район сбора — в глубине 3—4 км за передним краем на рубеже ближайшей боевой задачи наступающих полков,
- основной район сбора — в глубине 6—8 км за передним краем на рубеже ближайшей боевой задачи дивизии,
- конечный район сбора — в глубине 15—20 км за передним краем на рубеже последующей боевой задачи дивизии.

Теоретические идеи боевого применения танков дальнего действия обкатывались на манёврах войск Киевского, Московского, Одесского и других военных округов с 1935 по 1936 годы. Во время боевых действий в районе озера Хасан и на реке Халхин-Гол удалось опробовать их применение в боевой обстановке. Однако советско-финская война 1939—1940 годов наглядно показала, что разделение танковых группировок на танки дальнего действия и танки поддержки пехоты себя не оправдывает из-за значительного отрыва танков дальнего действия от стрелковых частей и ввиду проблем с организацией массированного удара по оборонительным порядкам противника.
В силу этих причин накануне Великой Отечественной войны понятие танков дальнего действия было упразднено, a Полевой устав 1941 года уже не предусматривал эшелонированного построения группы танковой поддержки пехоты.